# Oberreut

Localização de Oberreut na cidade de Karlsruhe

Oberreut é um bairro de Karlsruhe em Baden-Württemberg.
Está localizado a aproximadamente 2,5 quilômetros a sudoeste do centro de Karlsruhe e ao sul da Bundesstraße 10. Tem aproximadamente 9.500 moradores.